# Tam Vinh
Tam Vinh là một xã thuộc huyện Phú Ninh, tỉnh Quảng Nam, Việt Nam.
Xã Tam Vinh có diện tích 14,12 km², dân số năm 2019 là 4.491 người, mật độ dân số đạt 318 người/km².